# Teufelskicker
Teufelskicker is een Duitse jeugdfilm uit 2010 geregisseerd door Granz Henman, met in de hoofdrol Henry Horn, de leadzanger van de Duitse band Apollo 3.

## Verhaal
Moritz voetbalt bij S.V. Hulstorf, dat getraind wordt door zijn vader. Als zijn ouders gaan scheiden, moet hij met zijn moeder mee en moet hij bij zijn opa Rudi gaan wonen. 
Moritz wordt door zijn opa geïntroduceerd bij VfB Eichstädt, het plaatselijke team. Hij krijgt het meteen aan de stok met de rijke Mark, die de ster van de club is.
Moritz vindt al snel andere vrienden die ook van voetballen houden, waaronder Carina, de zus van Mark. Samen besluiten ze een nieuw team te vormen, maar ze hebben nog een coach nodig. Als ze op een avond voetballen in het winkelcentrum waar opa Rudi werkt, ziet opa Rudi (die zelf een oud-voetballer is) hun talent en besluit hun trainer te worden. In de finale van de voetbalcompetitie moeten ze het opnemen tegen het oude team van Moritz. Omdat opa Rudi in het ziekenhuis ligt, moet de moeder van Moritz, die geen verstand heeft van voetbal, het overnemen. Ze wordt telefonisch geholpen door Rudi, maar door haar gebrekkige kennis van voetbal geeft ze vreemde commando's. Moritz blijkt ze echter te snappen en hij weet ze te vertalen voor de rest van het team.

## Rolverdeling
| Acteur             | Personage         | Opmerking |
| ------------------ | ----------------- | --------- |
| Diana Amft         | Moeder van Moritz |           |
| Benno Fürmann      | Vader van Moritz  |           |
| Reiner Schöne      | Opa Rudi          |           |
| Armin Rohde        | Herr Rothkirch    |           |
| Catherine Flemming | Frau Rothkirch    |           |
| Henry Horn         | Moritz            | Hoofdrol  |
| Cosima Henman      | Catrina           |           |
| Dario Barbanti     | Alex              |           |
| Marvin Schlatter   | Shadow            |           |
| Kaan Aydogdu       | Enes              |           |
| Yassine Gourar     | Mehmet            |           |
| Sammy Scheuritzel  | Niko              |           |
| Tim Troeger        | Mark              |           |
| Ben Breternitz     | Sleepy            |           |
| Finn Ehlert        | Curly             |           |
| Thies Ehlert       | Andy              |           |
| Alexander Krause   | Consti            |           |
| Cem Kuyu           | Tim               |           |
| Elyas M'Barek      | Flo               |           |
| Leon Seidel        | Felix             |           |

## Trivia
- De titelsong van de film (Diabolisch) werd gezongen door Apollo 3, de band met de castleden Henry Horn, Dario Barabanti en Marvin Schlatter.